# Diócesis de Orense
La diócesis de Orense (en latín: Dioecesis Auriensis y en gallego: Diocese de Ourense) es una circunscripción eclesiástica de la Iglesia católica en España. Se trata de una diócesis latina, sufragánea de la archidiócesis de Santiago de Compostela. Desde el 16 de diciembre de 2011 su obispo es Leonardo Lemos Montanet.

## Territorio y organización

División eclesiástica de Galicia. Muchos de sus arciprestazgos hacen referencia a entidades étnicas prerromanas, como Nemancos, Céltigos, Entíns o Posmarcos

La diócesis tiene 5281 km² y extiende su jurisdicción sobre los fieles católicos de rito latino residentes en la parte meridional de la comunidad autónoma de Galicia, comprendiendo: la provincia de Orense, excepto la comarca de Valdeorras que pertenece a la diócesis de Astorga.

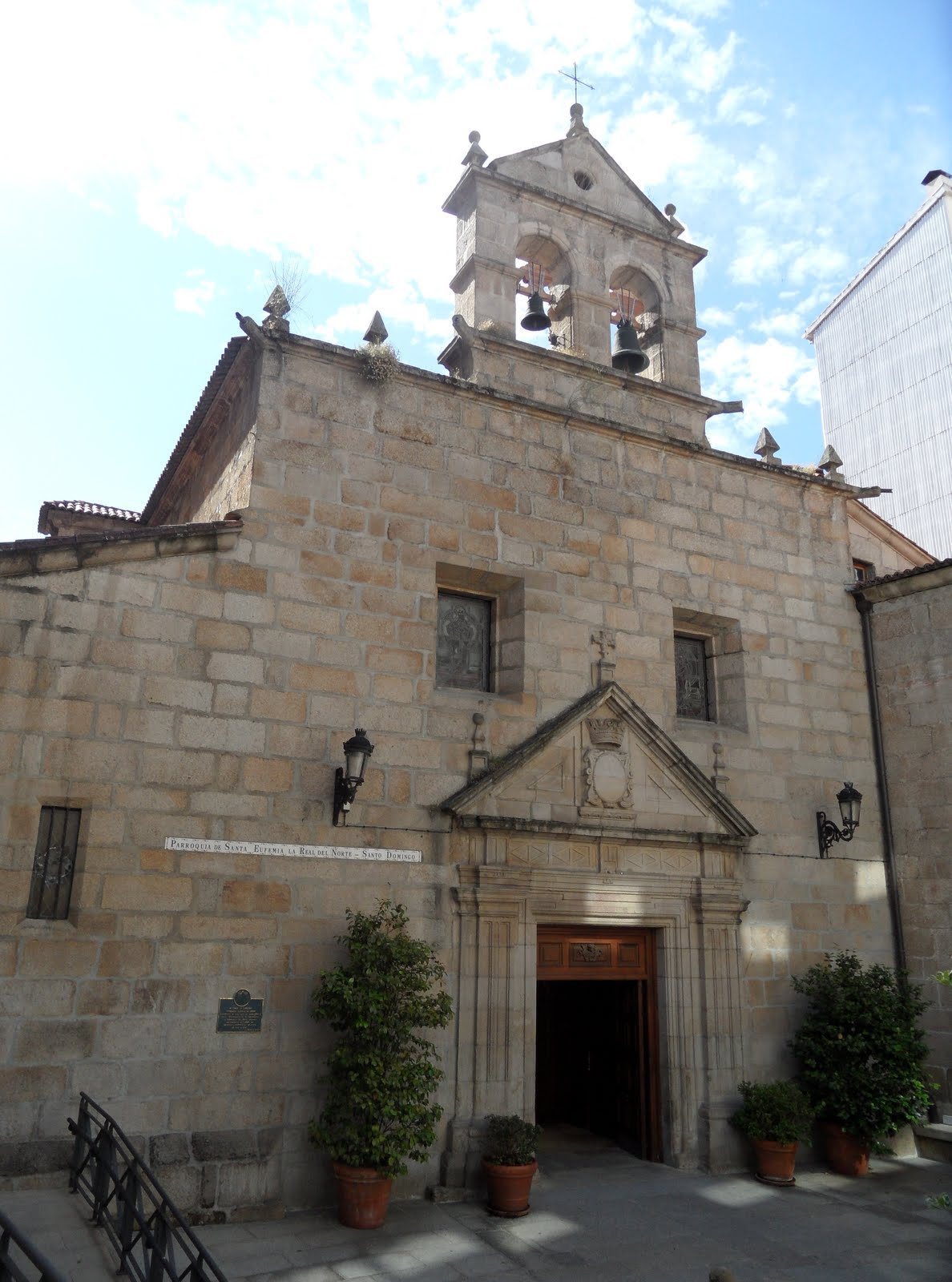
Iglesia de Santo Domingo, en Orense

La sede de la diócesis se encuentra en la ciudad de Orense, en donde se halla la Catedral de San Martín.
En 2021 en la diócesis existían 735 parroquias agrupadas en 28 arciprestazgos desde la reestructuración realizada en 2013 por el obispo Leonardo Lemos Montanet.
| n.º | rciprestazgo  | Número de Parroquias |
| --- | ------------- | -------------------- |
| 1   | A Limia       | 101                  |
| 2   | Allariz       | 39                   |
| 3   | Baixa Limia   | 46                   |
| 4   | Carballiño    | 92                   |
| 5   | Celanova      | 71                   |
| 6   | Os Milagres   | 110                  |
| 7   | Ourense-Este  | 27                   |
| 8   | Ourense-Norte | 52                   |
| 9   | Ourense-Oeste | 18                   |
| 10  | Ourense-Sur   | 12                   |
| 11  | Ribadavia     | 78                   |
| 12  | Verín         | 88                   |

### Organigrama de la curia diocesana
El obispado de Orense funciona de la siguiente manera:
1. Obispo
  1. Secretaría Episcopal de Comunicación
  2. Secretaría Episcopal de Informática y Seguridad
  3. Secretario de la Visita Pastoral
  4. Secretario particular y Administrador de la Casa del Obispo
  5. Delegado Diocesano de Protección de Datos
  6. Delegado de Manos Unidas
2. Vicario general
3. Canciller
4. Vicario de Pastoral
  1. Delegado Episcopal de Vocaciones
  2. Delegado Episcopal del Seminario
  3. Delegado Episcopal para la Vida Consagrada
  4. Delegado Episcopal de Apostolado Seglar
  5. Delegado para la promoción de la Adoración Eucarística en la Diócesis
  6. Delegado Episcopal de Liturgia
  7. Delegado Episcopal de Medios de Comunicación
  8. Delegado Episcopal de Pastoral de la Salud.
  9. Delegado Episcopal de Ecumenismo
  10. Delegado Episcopal de Pastoral Penitenciaria
  11. Delegado Episcopal de Educación, Cultura y Universidad
  12. Delegado Episcopal para los Mayores
  13. Delegado Episcopal de Misiones
  14. Delegado Episcopal de Peregrinaciones y para El Camino de Santiago
  15. Delegado Episcopal para la pastoral de la carretera y Turismo
  16. Delegado Episcopal de Santuarios y Piedad Popular
  17. Delegado Episcopal de Hermandades y Cofradías
5. Vicario Episcopal para el Patrimonio y el Sostenimiento de la Iglesia
  1. Delegado Episcopal de Patrimonio y Bienes Culturales
6. Vicaría Judicial
7. Vicaría episcopal para el Clero
8. Vicaría episcopal para la Catequesis, Catecumenado, Educación y Cultura.
9. Vicaría episcopal para los laicos, familia y vida.
10. Vicaría episcopal para el servicio del Desarrollo Humano Integral, que engloba la actividad caritativa y social (incluyendo ecología; animación comunitaria y dinamización del medio rural; inmigración; acogida integral; empleo; promoción de la mujer; atención de reclusos, exreclusos y sus familias; atención a personas mayores y protección de la infancia).

## Historia
La fecha de erección de la diócesis es incierta. Tradicionalmente se remonta al año 433, año en el que se consagró en Lugo un obispo de Orense. La primera evidencia histórica cierta se encuentra en 572: el obispo Witimiro participó en el Concilio de Braga. En esa fecha Orense aparece como sufragánea de Lugo.
Orense fue conquistada por los árabes hacia el 716 y la sede episcopal fue suprimida. Fue restablecida en 881, pero a partir del 974 hubo un intervalo en la sucesión, que no se reanudó hasta después de un segundo restablecimiento de la diócesis el 31 de julio de 1071 con el obispo Edoronio. A partir de esa fecha, Orense pasó a ser sufragánea de la archidiócesis de Braga.
El 27 de febrero de 1120 pasó a formar parte de la provincia eclesiástica de la archidiócesis de Santiago de Compostela.
La catedral se consagró el 4 de julio de 1120 y en 1804 se fundó el seminario diocesano bajo la advocación del Divino Maestro.
El 30 de septiembre de 1881, como consecuencia de la bula Gravissimum Christi del papa León XIII, las dos parroquias de Tourém, fracción del actual municipio de Montalegre, y Lama de Arcos, fracción del actual municipio de Chaves, fueron cedidas a la archidiócesis de Braga, ya que forman parte de Portugal.
El 17 de octubre de 1954, en virtud del decreto Quum sollemnibus de la Congregación Consistorial, se revisaron los límites de la diócesis para hacerlos coincidir con los de la provincia civil de Orense, en aplicación del concordato entre la Santa Sede y el Gobierno español de 1953. La diócesis de Orense cedió 5 parroquias a la diócesis de Lugo y otras 12 se cedieron a la diócesis de Astorga; al mismo tiempo se amplió con 4 parroquias pertenecientes a la misma diócesis de Astorga, con otras 12 parroquias y los territorios de Desteriz y Padrenda tomados de la diócesis de Tuy (hoy diócesis de Tuy-Vigo), y con 4 parroquias cedidas por la archidiócesis de Santiago de Compostela.
Una nueva modificación territorial fue sancionada el 21 de diciembre de 1959 mediante el decreto Maiori concrediti de la Congregación Consistorial con el intercambio de algunas parroquias entre las diócesis de Astorga y Orense.

## Estadísticas
Según el Anuario Pontificio 2022 la diócesis tenía a fines de 2021 un total de 261 880 fieles bautizados.
| Año                                                                             | Población            | Población | Población      | Sacerdotes | Sacerdotes    | Sacerdotes    | Bautizados por sacerdote | Diáconos permanentes | Religiosos | Religiosos | Parroquias |
| Año                                                                             | Bautizados católicos | Total     | % de católicos | Total      | Clero secular | Clero regular | Bautizados por sacerdote | Diáconos permanentes | Varones    | Mujeres    | Parroquias |
| ------------------------------------------------------------------------------- | -------------------- | --------- | -------------- | ---------- | ------------- | ------------- | ------------------------ | -------------------- | ---------- | ---------- | ---------- |
| 1950                                                                            | 408 565              | 410 260   | 99.6           | 572        | 520           | 52            | 714                      |                      | 85         | 263        | 684        |
| 1970                                                                            | 380 335              | 381 061   | 99.8           | 634        | 560           | 74            | 599                      |                      | 109        | 504        | 656        |
| 1980                                                                            | 385 200              | 386 000   | 99.8           | 558        | 480           | 78            | 690                      |                      | 124        | 351        | 734        |
| 1990                                                                            | 316 513              | 317 628   | 99.6           | 482        | 427           | 55            | 656                      |                      | 89         | 315        | 737        |
| 1999                                                                            | 311 715              | 312 450   | 99.8           | 420        | 379           | 41            | 742                      |                      | 109        | 358        | 735        |
| 2000                                                                            | 311 670              | 312 400   | 99.8           | 412        | 372           | 40            | 756                      |                      | 117        | 354        | 735        |
| 2001                                                                            | 310 795              | 311 530   | 99.8           | 404        | 366           | 38            | 769                      |                      | 101        | 349        | 735        |
| 2002                                                                            | 311 652              | 312 400   | 99.8           | 396        | 359           | 37            | 787                      |                      | 97         | 346        | 735        |
| 2003                                                                            | 314 107              | 315 407   | 99.6           | 396        | 360           | 36            | 793                      |                      | 97         | 357        | 735        |
| 2004                                                                            | 314 107              | 315 407   | 99.6           | 393        | 358           | 35            | 799                      |                      | 79         | 352        | 735        |
| 2013                                                                            | 285 506              | 294 746   | 96.9           | 333        | 308           | 25            | 857                      |                      | 75         | 318        | 735        |
| 2016                                                                            | 278 909              | 284 429   | 98.1           | 305        | 266           | 39            | 914                      |                      | 85         | 328        | 735        |
| 2019                                                                            | 272 223              | 278 723   | 97.7           | 296        | 260           | 36            | 919                      |                      | 54         | 337        | 735        |
| 2021                                                                            | 261 880              | 275 663   | 95.0           | 285        | 250           | 35            | 918                      | 1                    | 52         | 345        | 735        |
| Fuente: Catholic-Hierarchy, que a su vez toma los datos del Anuario Pontificio. |                      |           |                |            |               |               |                          |                      |            |            |            |

Durante el curso 2018-2019, 19 seminaristas estudiaron en seminarios de la diócesis: 9 en el Seminario Mayor diocesano y otros 10 jóvenes estudiaron en el Seminario Redemptoris Mater local. En dicho curso se ordenó un nuevo sacerdote.